# فرانسوا لابوينت
فرانسوا لابوينت هو سياسي كندي، ولد في 26 مارس 1971 في للسليت في كندا. حزبياً، نشط في الحزب الديمقراطي الجديد. وقد انتخب عضو مجلس العموم الكندي عن دائرة Montmagny—L'Islet—Kamouraska—Rivière-du-Loup ‏ خلال فترته النيابية ‏ (2 مايو 2011 – 19 أكتوبر 2015).